# Cerro Azul, Paso del Macho
Cerro Azul är en ort i Mexiko.   Den ligger i kommunen Paso del Macho och delstaten Veracruz, i den sydöstra delen av landet, 250 km öster om huvudstaden Mexico City. Cerro Azul ligger 631 meter över havet och antalet invånare är 883.
Terrängen runt Cerro Azul är varierad. Runt Cerro Azul är det ganska tätbefolkat, med 155 invånare per kvadratkilometer. Närmaste större samhälle är Córdoba, 18,8 km sydväst om Cerro Azul. Trakten runt Cerro Azul består till största delen av jordbruksmark.